# Jan Tomaszewski
Jan Tomaszewski, poljski nogometaš in trener, * 9. januar 1948, Wrocław, Poljska.
Sodeloval je na nogometnemu delu poletnih olimpijskih iger leta 1976.